# Chaetocladius vitellinus
Chaetocladius vitellinus är en tvåvingeart som först beskrevs av Jean-Jacques Kieffer och August Friedrich Thienemann 1908.  Chaetocladius vitellinus ingår i släktet Chaetocladius och familjen fjädermyggor. Inga underarter finns listade i Catalogue of Life.